# Maria Andrejczyk
Maria Magdalena Andrejczyk (Suwałki, 9 marzo 1996) è una giavellottista polacca, vicecampionessa olimpica a Tokyo 2020.

## Palmarès
| Anno | Manifestazione  | Sede           | Evento                         | Risultato | Prestazione | Note                          |
| ---- | --------------- | -------------- | ------------------------------ | --------- | ----------- | ----------------------------- |
| 2013 | Mondiali U18    | Donec'k        | Lancio del giavellotto (500 g) | 26ª (q)   | 45,14 m     |                               |
| 2014 | Mondiali U20    | Eugene         | Lancio del giavellotto         | 5ª        | 53,66 m     |                               |
| 2015 | Europei U20     | Eskilstuna     | Lancio del giavellotto         | Oro       | 59,73 m     | Miglior prestazione personale |
| 2015 | Mondiali        | Pechino        | Lancio del giavellotto         | 28ª (q)   | 56,75 m     |                               |
| 2016 | Europei         | Amsterdam      | Lancio del giavellotto         | 13ª (q)   | 57,93 m     |                               |
| 2016 | Giochi olimpici | Rio de Janeiro | Lancio del giavellotto         | 4ª        | 64,78 m     |                               |
| 2019 | Mondiali        | Doha           | Lancio del giavellotto         | 22ª (q)   | 57,68 m     |                               |
| 2021 | Giochi olimpici | Tokyo          | Lancio del giavellotto         | Argento   | 64,61 m     |                               |
| 2022 | Mondiali        | Eugene         | Lancio del giavellotto         | 21ª (q)   | 55,47 m     |                               |
| 2024 | Europei         | Roma           | Lancio del giavellotto         | 10ª       | 58,29 m     |                               |
| 2024 | Giochi olimpici | Parigi         | Lancio del giavellotto         | 8ª        | 62,44 m     |                               |

## Altre competizioni internazionali
2019
- Campionati europei a squadre di atletica leggera ( Bydgoszcz)

2021
- Oro in Coppa Europa di lanci ( Spalato), lancio del giavellotto - 71,40 m